# Aeroporto Internacional de Cincinnati

Diagrama do aeroporto.

O Aeroporto internacional de Cincinnati (em inglês:  Cincinnati/Northern Kentucky International Airport), é o maior aeroporto de Cincinnati no Ohio, Estados Unidos. 

## Linhas Aéreas que Operam no Aeroporto
- Air Canada Jazz
- American Connection
- American Eagle
- Delta Airlines
- Delta Connection
- United Airlines
- United Express
- US Airways
- US Airways Express
- Vision Airlines